# Christos Donis
Christos Donis (gr. Χρήστος Δώνης; ur. 9 października 1994 roku w Atenach, Grecja) – grecki piłkarz, grający na pozycji środkowego pomocnika.

## Kariera piłkarska

### Kariera klubowa
Rozpoczął karierę piłkarską w klubie juniorów Panathinaikos AO. 1 lipca 2012 roku podpisał kontrakt z seniorskim zespołem tej drużyny, która występowała wówczas w Superleague Ellada.
W sezonie 2012/2013 uzyskał z drużyną 6. miejsce. Jednak jego klub nie otrzymał licencji na grę w europejskich pucharach.
W następnym sezonie zajął z zespołem 4. pozycję, która dawała szansę gry w barażach o miejsce w eliminacjach do Ligi Mistrzów. W barażach jego drużyna zajęła 1. miejsce, dzięki czemu mogła zagrać w tych eliminacjach. W całym sezonie Christos Donis wystąpił w 13 meczach i strzelił jedną bramkę.
Z Panathinaikosem AO wiąże go umowa do 30 czerwca 2020 roku. W 2016 wypożyczono go do FC Lugano.

### Kariera reprezentacyjna
Christos Donis wystąpił dotychczas w młodzieżowej reprezentacji Grecji U18 w trzech spotkaniach strzelając jedną bramkę oraz w U19 w dziewięciu meczach zdobywając dwa gole. W barwach drużyny do lat 19, został powołany na towarzyskie spotkanie przeciwko Polsce. Mecz odbył się 10 czerwca 2013 roku w Gdańsku i zakończył się remis 1–1. Christos Donis całe spotkanie przesiedział na ławce rezerwowych.
W reprezentacji Grecji do lat 21 zadebiutował w towarzyskim spotkaniu 30 marca 2015 roku w Atenach przeciwko Chorwacji. Jego drużyna przegrała ten mecz 0–2, a on sam przebywał na boisku do 59. minuty.

## Sukcesy i odznaczenia
- Puchar Grecji: 2014